# Гидір-ас-Але
Гиді́р-ас-Але́ — дрібний піщаний острів в Червоному морі в архіпелазі Дахлак, належить Еритреї, адміністративно відноситься до району Дахлак регіону Семіен-Кей-Бахрі.

## Географія
Розташований біля південного берега острова Дахлак, при вході до бухти селища Дахлак-Кебір. Разом із сусідніми островами є підвищенням довгою піщаної коси. Має видовжену з північного заходу на південний схід форму. Довжина острова понад 850 м, ширина не перевищує 190 м. Острів облямований піщаними мілинами та кораловими рифами.